# سليمان بن الحافظ
سليمان بن الحافظ كان الابن الأكبر للخليفة الفاطمي الحادي عشر وإمام الإسماعيلية الحافظية الحافظ. تم تعيينه وليًا للعهد، وعمل وزيرًا لمدة شهرين في عام 1134، قبل وفاته في منصبه.

## حياته
كان سليمان الابن الأكبر للخليفة الفاطمي الحافظ لدين الله. وكان الحافظ قد تولى العرش في ظروف مشكوك فيها، ولم يكن ابن الخليفة السابق الآمر بأحكام الله، بل ابن عمه. وقد خلق هذا الحدث أزمة شرعية وانقساماً بين المؤمنين الإسماعيليين، مما أدى إلى انقسامهم إلى فرعي الحافظية والطيبية. 
بعد التخلص من الوزير القوي أبو الفتح يانس، حكم الحافظ في البداية بدون وزير قد يهدد عرشه.  في عام 1134، عيَّن الحافظ سليمان وريثًا ووزيرًا. وكانت هذه هي المرة الأولى التي يتم فيها تعيين أمير فاطمي، أو حتى ولي العهد، في الوزارة. ومع هذا التفويض غير العادي للسلطة المفوضة في يد سليمان، كان الخليفة ينوي ترسيخ الخلافة في ذريته، لكن سليمان توفي بعد شهرين. 
وقد دعا هذا مرة أخرى إلى التشكيك في عصمة الحافظ المفترضة باعتباره الإمام الإسماعيلي. تم تعيين حيدرة شقيق سليمان الأصغر على الفور وريثًا ووزيرًا، لكن هذا أثار غيرة شقيقه الحسن، الذي تمرد على أخيه وأبيه واستولى على الوزارة، ليُقتل بعد فترة قصيرة من الرعب على يد الحافظ.  